# Eumerus arkadii
Eumerus arkadii är en tvåvingeart som beskrevs av Mutin 1999. Eumerus arkadii ingår i släktet månblomflugor, och familjen blomflugor. Inga underarter finns listade i Catalogue of Life.